# المعهد الوطني للموسيقى (أمريكا)

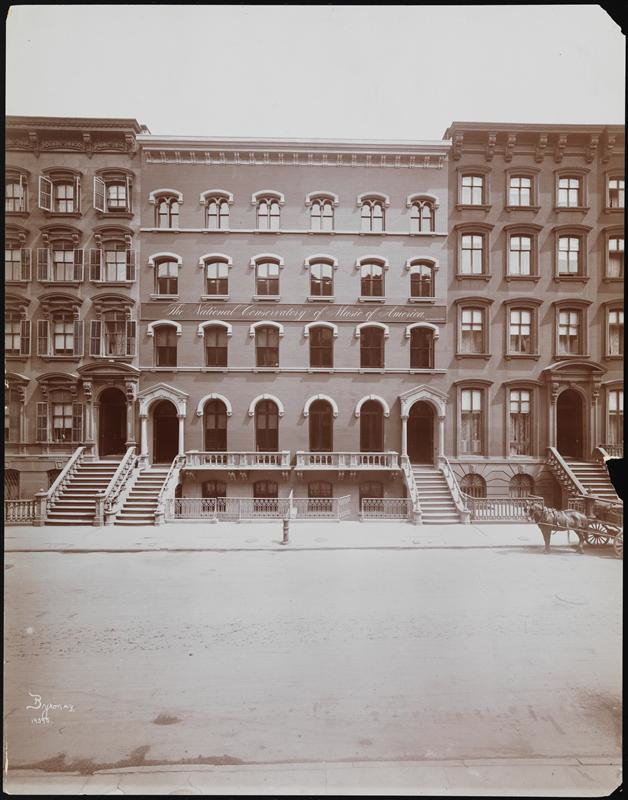
واجهة المبنى.

كان المعهد الوطني للموسيقى في أمريكا (بالإنجليزية: National Conservatory of Music of America)‏ مُؤسسة للتعليم العالي للموسيقى، أسستها جانيت ثوربر عام 1885 في مدينة نيويورك. وأُعلن حله رسميًا من قبل ولاية نيويورك في عام 1952، بالرغم من كل أنشطته الفاعلة آنذاك، إلا أنه في الوقت نفسه توقف عن العمل في وقت مُبكر لذلك. لعب المعهد دورًا محوريًا في تعليم وتدريب الموسيقيين في الولايات المتحدة منذ تأسسيه وحتى عام 1920.
ارتبط اسم العديد من الأسماء البارزة بهذا المعهد مثل فيكتور هربرت وأنتونين دفوراك، مُدير المركز بداية من 27 سبتمبر عام 1892 وحتى عام 1895. وكان هذا هو المعهد الذي ألف به دفوراك مقطوعته الشهيرة، مي صغير، والتي ترجمها بناءً على مقترح ثوربر، من العالم الجديد.